# Model additiu generalitzat
En estadístiques, un model additiu generalitzat (amb acrònim anglès GAM) és un model lineal generalitzat en què la variable de resposta lineal depèn linealment de funcions suaus desconegudes d'algunes variables predictores, i l'interès se centra en la inferència sobre aquestes funcions suaus.
Els GAM van ser desenvolupats originalment per Trevor Hastie i Robert Tibshirani per combinar propietats de models lineals generalitzats amb models additius. Es poden interpretar com la generalització discriminativa del model generatiu de Bayes ingenu.
El model relaciona una variable de resposta univariada, Y, amb algunes variables predictores, xi. S'especifica una distribució familiar exponencial per a Y (per exemple, distribucions normals, binomials o de Poisson) juntament amb una funció d'enllaç g (per exemple, les funcions d'identitat o de registre) que relaciona el valor esperat de Y amb les variables predictores mitjançant una estructura com ara
{\displaystyle g(\operatorname {E} (Y))=\beta _{0}+f_{1}(x_{1})+f_{2}(x_{2})+\cdots +f_{m}(x_{m}).\,\!}
Les funcions fi poden ser funcions amb una forma paramètrica especificada (per exemple, un polinomi o una spline de regressió no penalitzada d'una variable) o es poden especificar de manera no paramètrica o semiparamètrica, simplement com a "funcions suaus", per estimar-se per mitjans no paramètrics. Així, un GAM típic podria utilitzar una funció de suavització de diagrama de dispersió, com ara una mitjana ponderada localment, per a f1(x1), i després utilitzar un model de factors per a f₂(x₂). Aquesta flexibilitat per permetre ajustos no paramètrics amb hipòtesis relaxades sobre la relació real entre resposta i predictor, proporciona el potencial de millors ajustos a les dades que els models purament paramètrics, però possiblement amb una certa pèrdua d'interpretabilitat.